# Jan von Horn
Jan C:son von Horn, född 12 november 1907 i Stockholm, död 12 december 1987 i Källstorp, Malmöhus län, var en svensk militär (överste).

## Biografi
von Horn blev fänrik vid Svea livgarde (I 1) 1930. Efter att ha genomgått Arméns ridskola 1933–1934 blev han löjtnant 1936. Efter att ha genomgått Krigshögskolan 1938–1940 blev von Horn  kapten 1940. Han tjänstgjorde vid generalstaben 1943–1945, Jämtlands fältjägarregemente (I 5) 1946–1947 och var major vid Södra skånska infanteriregementet (I 7) 1948–1951. von Horn var därefter lärare och souschef vid Krigsskolan 1951–1954 samt chef för Infanteriets kadettskola i Bagartorp 1954–1957. Under denna tid var han även adjutant hos kungen (överadjutant från 1957).
von Horn befordrades till överstelöjtnant 1952, blev överste och chef för Gotlands infanteriregemente (I 18) 1957–1963 samt för Gotlands regemente (P 18) 1963–1964. År 1963 var han även verksam vid Försvarshögskolan. von Horn var därefter försvarsattaché i London och Haag 1964–1968 innan han blev överste i pansartruppernas reserv vid sin avgång 1968.
Jan von Horn var son till ryttmästaren Carl von Horn och Martha Stjernswärd och bror till generalmajor Carl von Horn (1903–1989). Han gifte sig 1940 med Alexandra von Dardel (1913–2003), dotter till generalkonsul Carl von Dardel och Elsa Åhman. Jan von Horn är begravd på Källstorps kyrkogård.

## Utmärkelser
- Riddare av Svärdsorden (RSO), 1948[3]
- Kommendör av Svärdsorden (KSO), 6 juni 1961[4]
- Kommendör av första klass av Svärdsorden (KSO1kl), 6 juni 1965[5]
- Kommendör av Finlands Vita Ros’ orden (KFinlVRO)[6]